# Al-Mustazhir
Abû al-`Abbâs "al-Mustazhir bi-llah" 'Ahmad ben `Abd Allah al-Muqtadî, surnommé Al-Mustazhir. Il est né en 1078. Il a succédé comme vingt-huitième calife abbasside de Bagdad à son père Al-Muqtadî en 1094. Il est mort en 1118. Son fils Al-Mustarchid lui a succédé.
Les grands événements de son règne sont l’arrivée sur les terres d’islam des chevaliers de la première croisade en 1097 et la prise de Jérusalem par les croisés en 1099.

## Biographie
On ne sait presque rien de la vie du calife Al-Mustazhir, complètement étouffée par la tutelle des sultans Seldjoukides. Pourtant son règne connaît quelques événements de première importance.
Ibn Khaldun raconte que Youssef Ibn Tachfin, premier émir des Almoravides, envoie une ambassade auprès du calife pour lui faire part de son serment d’allégeance. En réponse, le calife l’aurait autorisé à utiliser les insignes Abbassides et à porter le titre de « commandeur des musulmans»

### Tutelle de Berk-Yaruq

#### Début de la première croisade
Au printemps 1097, les croisés pénètrent en Anatolie et mettent le siège à Nicée, devenue la capitale des Seldjoukides de Roum depuis 1081. Le 20 octobre 1097, les croisés arrivent devant Antioche. Berk-Yaruq le tuteur Seldjoukide d’Al-Mustazhir, envoie vainement des renforts vers Antioche. La ville est prise après un long siège le 3 juin 1098.
Les armées croisées progressent vers le Sud, malgré les querelles entre les barons, sans susciter de véritables réactions de la part des Seldjoukides en prise avec leurs querelles internes.

#### La prise de Jérusalem
L’armée croisée prend la route de Jérusalem le 13 janvier 1099, sans être inquiétée par les émirs arabes de la région. Le 7 juin, ils mettent le siège devant Jérusalem. La ville est prise le 15 juillet, pillée, sa population musulmane et juive massacrée.
Le 9 août, Godefroy de Bouillon quitte Jérusalem en compagnie de Robert de Flandre pour aller à la rencontre de l'armée fatimide. L'armée franque arrive le matin du 12 août devant la plaine d'Ascalon. L'armée fatimide, surprise de l’arrivée des Francs, est complètement mise en déroute. Le carnage et le butin pris sont énormes.
Berk-Yaruq lutte constamment pour le pouvoir avec son frère Muhammad Ier (1099-1101). Il est contraint de partager ses États avec ses deux frères Muhammad et Sandjar. Berk-Yaruq meurt de la tuberculose en janvier 1105 et Muhammad  Ier lui succède.

### Tutelle de MuhammadIer
Des prédicateurs parcouraient le califat pour proclamer la nouvelle tragique de la prise de Jérusalem et de l’occupation de l’esplanade d’où Mahomet aurait fait son voyage nocturne (Isra). Les Fatimides d’Égypte, qui avaient occupé les terres prises par les croisés, laissaient les gens fuir vers Bagdad. Les Seldjoukides étaient paralysés par leur querelles internes.
Deux vendredis de 1111, la foule haranguée par le cadi d’Alep Ibn al-Khachchab, s’en prend à la mosquée du sultan et détruit le pupitre du minbar. Le sultan proclame le jihad contre les croisés. Il ordonne au gouverneur de Mossoul de se porter à l'aide d'Alep et Ibn al-Khachchab retourne chez lui. Le gouverneur de Mossoul ne parvient pas à coopérer avec l'émir d'Alep et revient sur ses pas.
Au printemps 1115, le sultan marche vers la Syrie centrale à la tête d’une puissante armée. Il se heurte à la coalition de princes Francs (Antioche, Jérusalem, Tripoli) et de musulmans (Alep, Damas) de Syrie : l’armée Seldjoukide se retire au bout de quelques mois.

### Fin du règne
Le calife Al-Mustazhir et le sultan Muhammad Ier meurent en 1118.
Le nouveau calife abbasside Al-Mustarchid profita des divisions des Seldjoukides pour se révolter contre le nouveau sultan Mahmoud II